# William Hansson
William Hansson (19 giugno 2001) è uno sciatore alpino svedese.

## Biografia
Attivo in gare FIS dal novembre del 2017, Hansson ha esordito in Coppa Europa il 4 febbraio 2019 a Gstaad in slalom speciale (41º), in Coppa del Mondo l'8 gennaio 2020 a Madonna di Campiglio nella medesima specialità, senza completare la prova, e ai Campionati mondiali a Cortina d'Ampezzo 2021, dove ha vinto la medaglia d'argento nella gara a squadre (partecipando come riserva), non ha completato lo slalom gigante e lo slalom speciale e non si è qualificato per la finale nello slalom parallelo. Ai Mondiali di Saalbach-Hinterglemm 2025  ha vinto la medaglia di bronzo nella gara a squadre (partecipando come riserva), si è classificato 24º nello slalom speciale e non ha completato lo slalom gigante; il 23 marzo dello stesso anno ha conquistato il primo podio in Coppa Europa, a Oppdal in slalom speciale (3º). Non ha preso parte a rassegne olimpiche.

## Palmarès

### Mondiali
- 2 medaglie:
  - 1 argento (gara a squadre a Cortina d'Ampezzo 2021)
  - 1 bronzo (gara a squadre a Saalbach-Hinterglemm 2025)

### Coppa del Mondo
- Miglior piazzamento in classifica generale: 115º nel 2025

### Coppa Europa
- Miglior piazzamento in classifica generale: 38º nel 2025
- 1 podio:
  - 1 terzo posto

### South American Cup
- Miglior piazzamento in classifica generale: 11º nel 2024
- 4 podi:
  - 2 vittorie
  - 2 terzi posti

#### South American Cup - vittorie
| Data              | Località     | Paese     | Specialità |
| ----------------- | ------------ | --------- | ---------- |
| 11 settembre 2023 | Cerro Castor | Argentina | GS         |
| 12 settembre 2023 | Cerro Castor | Argentina | GS         |

Legenda:

GS = slalom gigante

### Far East Cup
- Miglior piazzamento in classifica generale: 5º nel 2020
- 4 podi:
  - 3 vittorie
  - 1 terzo posto

#### Far East Cup - vittorie
| Data            | Località | Paese | Specialità |
| --------------- | -------- | ----- | ---------- |
| 5 dicembre 2019 | Wanlong  | Cina  | SL         |
| 6 dicembre 2019 | Wanlong  | Cina  | GS         |
| 7 dicembre 2019 | Wanlong  | Cina  | GS         |

Legenda:

GS = slalom gigante

SL = slalom speciale

### Campionati svedesi
- 3 medaglie:
  - 1 oro (slalom gigante nel 2023)
  - 1 argento (slalom speciale nel 2023)
  - 1 bronzo (slalom gigante nel 2025)